# Paul Fischli
Paul Fischli (* 6. Mai 1945 in Glarus) ist ein ehemaliger Schweizer Fussballspieler und Fussballtrainer.

## Vereinskarriere
Paul Fischli begann seine Fussball-Karriere bei den Junioren des FC Glarus. Dort spielte er auch als 16-Jähriger bereits in der 1. Mannschaft. Ende der Saison 1961/62 stieg die Mannschaft in die 2. Liga auf (mit Paul Fischli als 17-jährige Teamstütze). Mit dabei in diesem Team waren auch der 16-jährige Fritz Künzli und Fritz "Ypsch" Hösli, der spätere Präsident des FC Glarus in dessen NLB-Zeiten.
1965 wechselte Fischli zu den Young Fellows Zürich in die Nationalliga A, nachdem die Mannschaft Ende Saison 1964/65 aufgestiegen war. Fischli spielte drei Jahre beim Verein, aber die Mannschaft stieg in der Saison 1967/68 wieder ab und die YF-Vereinsleitung hat daraufhin das ganze Team verkauft.
Im August 1968 wechselte er zum FC Basel. Mit dem FCB wurde er fünf Mal Schweizer Meister, ein Mal Pokalsieger und ein Mal Schweizer Ligacupsieger. In seiner ganzen Basler Zeit war Paul Fischli nie Profi. Zehn Jahre lang arbeitete er bei Kost Sport in Basel, in der Werkstatt für Tennisschläger und Ski.
In der Saison 1979/80 wechselte Fischli zum FC Münchenstein in die 3. Liga als Spielertrainer. Ende Saison stieg die Mannschaft in die 2. Liga auf. Unter Fischli blieb die Mannschaft 45 Spiele lang ungeschlagen.
1981 wechselte Fischli zum FC Aarau, hörte ein Jahr später zu spielen auf, blieb aber noch sechs Monate als Trainer der 1. Mannschaft.

## Titel und Erfolge
FC Glarus
- Aufstieg in die 2. Liga

Basel
- Schweizer Meister: 1969, 1970, 1972, 1973 und 1979
- Schweizer Cupsieger: 1975
- Schweizer Ligacupsieger: 1973
- Alpen Cupsieger: 1969, 1970

FC Münchenstein
- Aufstieg in die 2. Liga: 1980

Aarau
- Schweizer Ligacupsieger: 1982